# Kambiá (Chios)
Kambiá, en grec moderne : Καμπιά, est un village de l'île de Chios, en Égée-Septentrionale, Grèce.
Selon le recensement de 2011, la population du village compte 50 habitants.